# 梅倫湖
52°10′9″N 13°24′38″E / 52.16917°N 13.41056°E

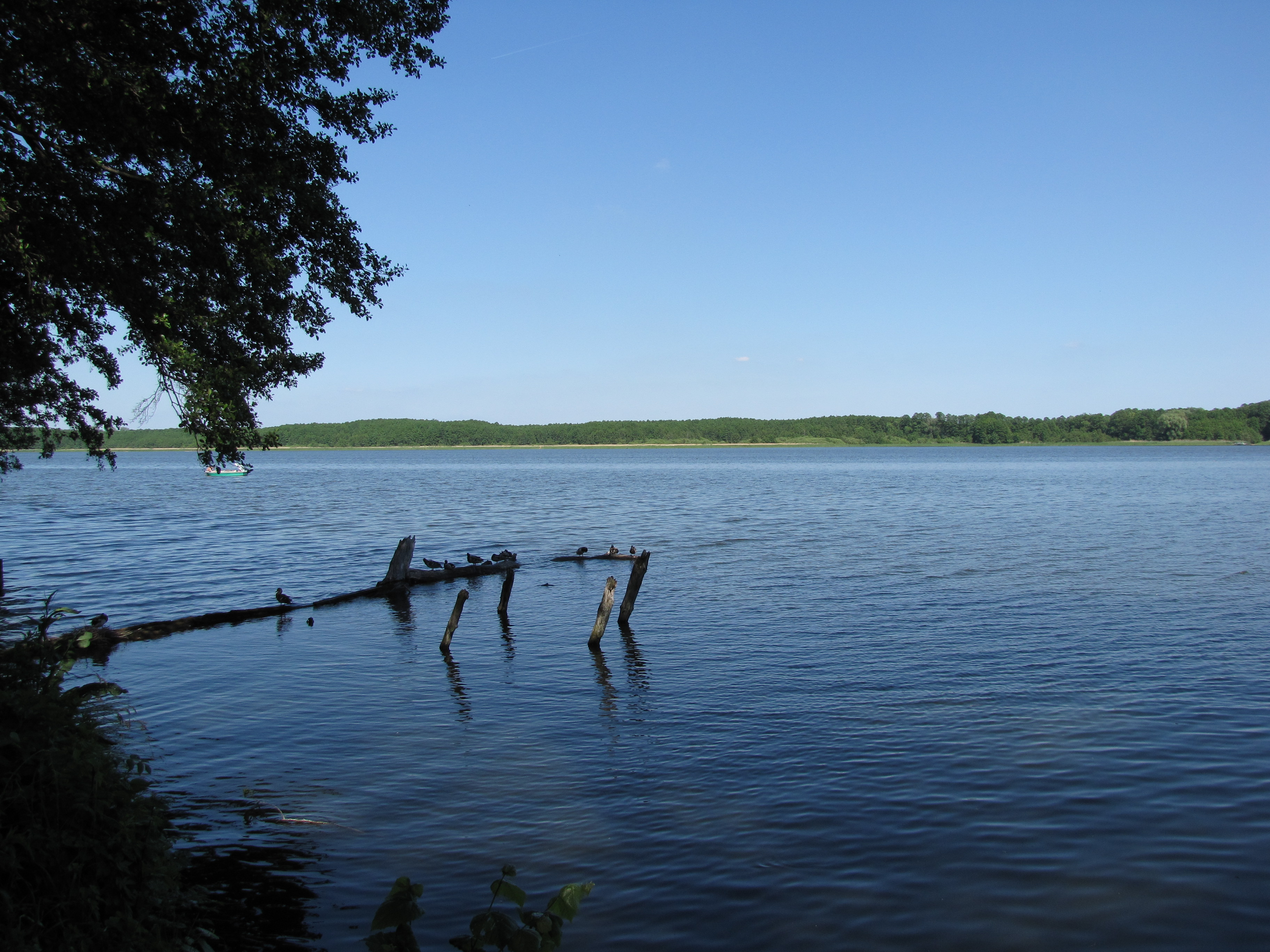

梅倫湖（德語：Mellensee），是德國的湖泊，位於該國西南部，由勃蘭登堡州負責管轄，處於泰爾托-弗萊明縣，面積2.1平方公里，海拔高度36.7米，最大水深9米，水體容量667萬立方米。